# Gigaspermaceae
Gigaspermaceae, porodica pravih mahovina nekada uključivana u red Funariales, a danas smještena u vlastiti red i podrazred. Sastoji se od šest rodova.
Novi red opisan je 2007. godine i uključen 2008. u novi podrazred Gigaspermidae. 

## Rodovi
1. Chamaebryum Thér. & Dixon
2. Costesia Thér.
3. Gigaspermum Lindb.
4. Lorentziella Müll. Hal. ex Besch.
5. Neosharpiella H. Rob. & Delgad.
6. Oedipodiella Dixon